# Dombok

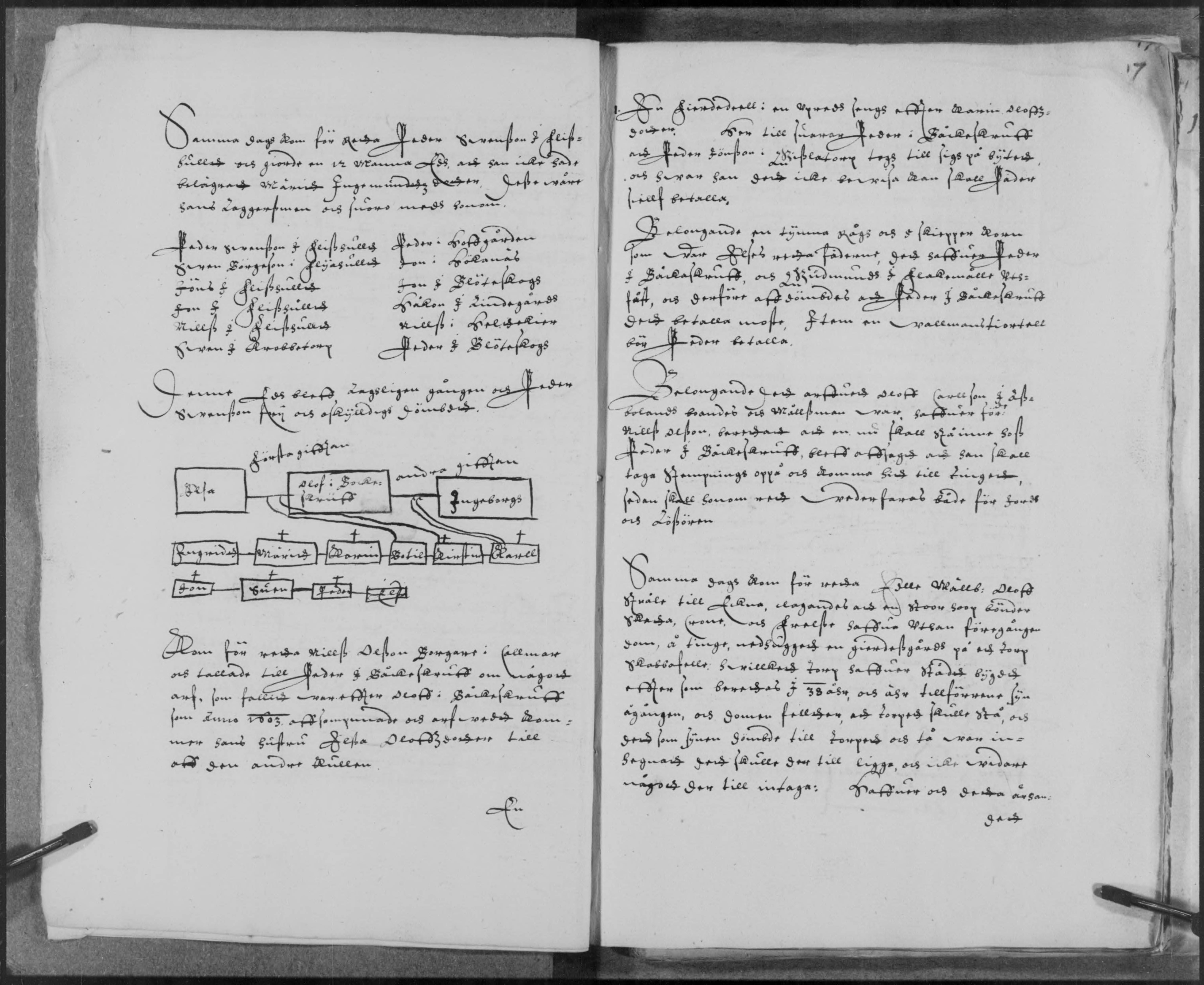
Ur domstolsprotokoll från 22 januari 1624 i Uppvidinge härad

Domböcker är gamla tiders domstolshandlingar som ger en inblick i människors liv och leverne. En dombok består av en underrätts huvudprotokoll med uppgifter om begångna brott och dess påföljder. En dombok kan också innehålla en rad andra personliga uppgifter om hur man handskades med sin ekonomi i relationen med andra personer och myndigheter, hur man påverkades av till exempel sjukdomar och fattigdom och hur man fördelade arv.